# Hydra zeylandica
Hydra zeylandica is een hydroïdpoliep uit de familie Hydridae. De poliep komt uit het geslacht Hydra. Hydra zeylandica werd in 1929 voor het eerst wetenschappelijk beschreven door Burt. 